# Fazekas Gergő
Fazekas Gergő (Budapest, 2003. október 31. –) magyar válogatott kézilabdázó, a Wisła Płock játékosa.
Édesapja, Fazekas Nándor válogatott kézilabdakapus.

## Pályafutása

### Klubcsapatokban
Fazekas Gergő Éles József kézilabda-iskolájában kezdett kézilabdázni. Innen került fel a felnőttcsapatba, a Veszprémi KKFT-hez, amely akkor a másodosztályban indult. Főleg a serdülő és az ifjúsági csapatban játszott, de első ottani évében, nem egészen 15 évesen már bemutatkozhatott a felnőtt mezőnyben is. 2020-ban, amikor a Covid19-pandémia miatt félbeszakadt a bajnokság, Fazekas volt az élen álló csapata második legjobb góllövője 15 mérkőzésen szerzett 77 találatával az NB I/B-ben. A következő szezonra felkerültek az élvonalba, ahol csapata leggólerősebb játékosaként 23 mérkőzésen 125 gólt ért el az NB 1 hetedik helyén végző egyesületében. Emellett a Magyar-kupában negyedik helyen végeztek. 2022-ben a rendkívül fiatal átlagéletkorú Veszprém KKFT meglepetésre Fazekas hét góljának is köszönhetően megnyerte a Magyar kézilabdakupa elődöntőjét. A döntőben a Telekom Veszprém ellen ugyan alulmaradtak, de így is sikeres időszakot tudhatott maga mögött. A következő szezonra éppen a Telekom Veszprémhez igazolt, amely két évre kölcsönadta a Bajnokok Ligájában induló lengyel ezüstérmes Wisła Płock csapatához.
2022 nyarán a felkészülés során vállsérülést szenvedett, amelyet műteni is kellett, emiatt lengyelországi bemutatkozására fél évet várni kellett. Jelentősebb szerepet a 2023–2024-es szezonban kapott csapatában, egyik legemlékezetesebb mérkőzése a Bajnokok Ligájában a Telekom Veszprém elleni csoportmeccs, amelyen Fazekas hét lövésből hét gólt szerzett, főszerepet vállalva a Wisła Płock 37–30-as győzelmében. 2024. szeptember 7-én Lengyel Szuperkupát nyert a Plockkal, a döntőben a nagy rivális Kielcét 27–23-ra legyőzve. 2024 decemberében a Magyar Kézilabda-szövetség az év férfi utánpótláskorú játékosának választotta.

### A válogatottban
A felnőttválogatottban már 18 éves korában, 2022 márciusában bemutatkozhatott a Németország elleni edzőmérkőzésen. Tagja volt a 2023-as junior világbajnokságon ezüstérmes csapatnak. Első világversenye a felnőttek között a 2024-es Európa-bajnokság volt.

## Sikerei, díjai
- Lengyel bajnok: 2025
- Junior világbajnokságon ezüstérmes: 2023
- Az év magyar férfi utánpótlás kézilabdázója: 2024[10]